# Arbeitsgericht Herford

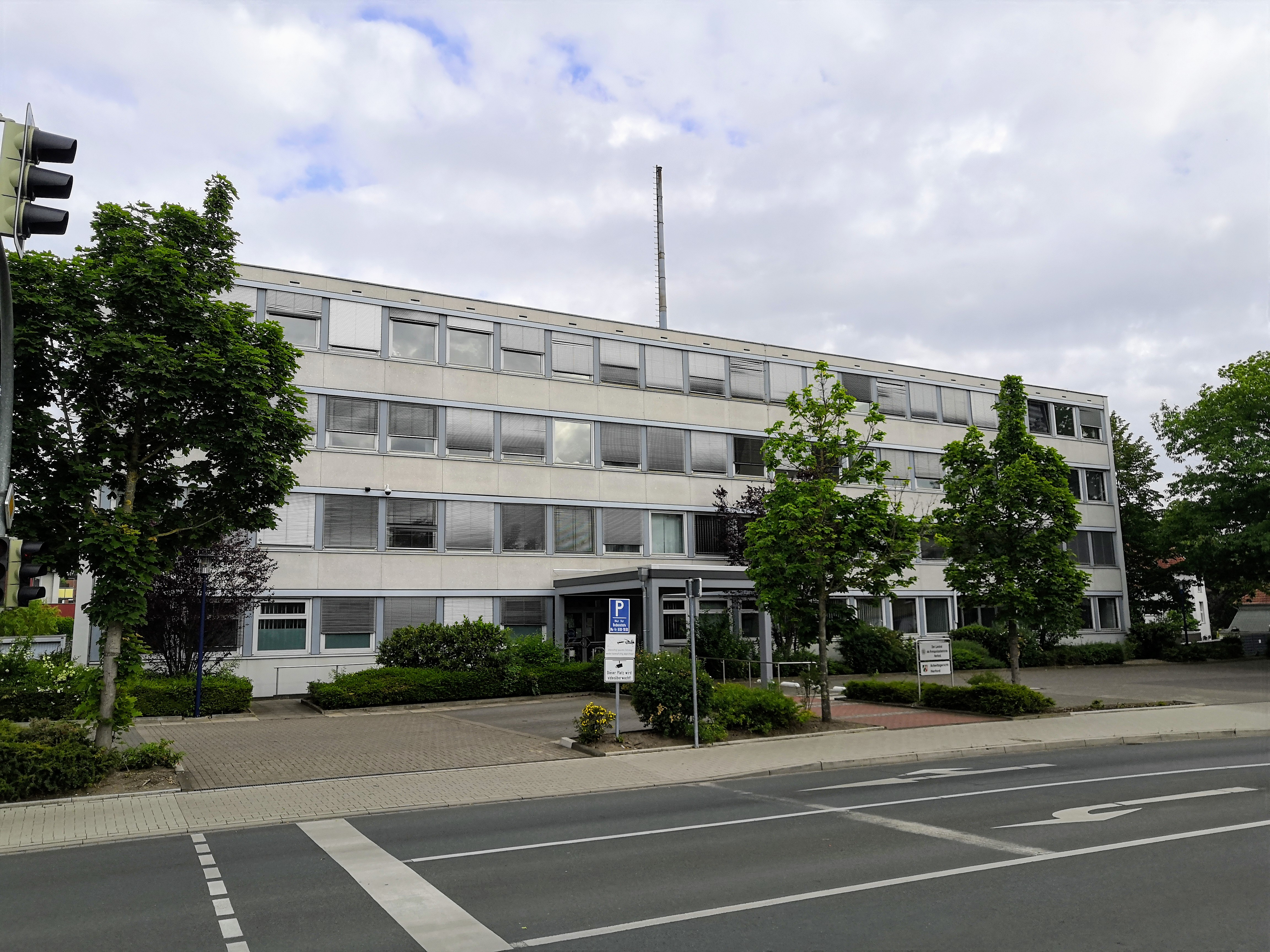
Arbeitsgericht Herford

Das Arbeitsgericht Herford ist ein Gericht der Arbeitsgerichtsbarkeit in Herford in Nordrhein-Westfalen. Bei ihm sind drei Kammern gebildet.

## Gerichtsbezirk
Der  Gerichtsbezirk umfasst den Kreis Herford. In den insgesamt neun Städten und Gemeinden des Kreises leben rund 250.000 Einwohner.

## Gebäude
Das Arbeitsgericht Herford befindet sich in Herford an der Elverdisser Straße 12.

## Übergeordnete Gerichte
Die Berufungsinstanzen sind das Landesarbeitsgericht Hamm und im weiteren Rechtszug das Bundesarbeitsgericht in Erfurt.

## Geschichte
Gemäß Arbeitsgerichtsgesetz vom 23. Dezember 1926 wurden in Deutschland Arbeitsgerichte gebildet. Diese waren nur in der ersten Instanz organisatorisch selbstständige Gerichte, die Landesarbeitsgerichte waren den Landgerichten zugeordnet. Am Landgericht Bielefeld entstand so 1927 das Landesarbeitsgericht Bielefeld als eines von zwei Landesarbeitsgerichten im Bezirk des Oberlandesgerichtes Hamm. In Herford entstand das Arbeitsgericht Herford. Sein Sprengel umfasste die Bezirke der Amtsgerichte Bünde, Herford und Vlotho. Es bestand jeweils eine Kammer für Arbeiter, für Angestellte und für Handwerk.
Nach der Besetzung Deutschlands durch die Alliierten wurden 1945 zunächst alle Gerichte geschlossen. Die ordentlichen Gerichte wurden schon bald wieder eröffnet, während die Arbeitsgerichte zunächst nicht wieder eingerichtet wurden, so dass arbeitsgerichtliche Streitigkeiten von den ordentlichen Gerichten erledigt werden mussten. Gemäß Kontrollratsgesetz 21 vom 30. März 1946 sollten in Deutschland Arbeitsgerichte aufgebaut werden. Das Arbeitsgericht Herford entstand so neu.